# Дложевський Степан Сергійович
Степа́н Сергі́йович Дложе́вський — подільський краєзнавець. Батько археолога Сергія Дложевського.

## Біографічні відомості
У 1886—1917 працював викладачем чоловічого духовного училища в Кам'янці-Подільському.
Член Подільського єпархіального історико-статистичного комітету (з 1886 року), Подільського історико-археологічного товариства (у 1903—1920 роках). Передав у фонди Давньосховища в Кам'янці-Подільському (нині Кам'янець-Подільський історичний музей-заповідник) багато рідкісної літератури і старожитностей.

## Праці
- Пределы Подольской епархии с 1793 г. // Подольские епархиальные ведомости. — 1890. — № 31. — С. 696—699.
- Православие в имениях Александра Любомирского в Брацлавщине: 1776—1793 гг. // Подольские епархиальные ведомости. — 1892. — № 33. — С. 604—616.
- Последние дни господства турок в Каменце и передача города Польше. — Каменец-Подольский, 1907. — 60 с.